# 朱村街道 (焦作市)
朱村街道，是中华人民共和国河南省焦作市中站区下辖的一个乡镇级行政单位。

## 行政区划
朱村街道下辖以下地区：
梅苑社区和西苑社区。